# جدول سولونارس للصيد
جدول سولونارس للصيد (بالإنجليزية: Solunar tables)‏ هو جدول لقياس حالة المد والجزر في البحار وعلاقتها بحركة القمر ومنازله وبالتالي درجة نشاط الأسماك في هذه المنطقة وملائمة ذلك للقيام بعمليات الصيد والرحلات البحرية، إلا أنه ليس شرطا أن تجد المعلومات التي يحويها صحيحة تماما فقد يكون هناك بعض الفروق بين مواعيد المد والجزر بالجدول عن الواقع لكنه فارق يسير قد يصل في بعض الأحوال إلى 30 دقيقة، كما أن النشاط المكتوب للأسماك غير دقيق من حيث مواعيد نشاط الأسماك أو كمية تواجدها، لذلك فيمكننا الاسترشاد بالمعلومات الواردة به فقط لكنها ليست أمرا حتميا أو نظرية مسّلم بها.